# Birkir Ívar Guðmundsson
Birkir Ívar Guðmundsson (* 14. September 1976 in Vestmannaeyjar) ist ein ehemaliger Handballtorwart aus Island.

## Karriere
Der 1,93 Meter große Torhüter stand bei ÍBV Vestmannaeyjar, UMF Stjarnan und Haukar Hafnarfjörður unter Vertrag. 2002, 2003 und 2005 gewann er mit seinen Teams die Meisterschaft. Von 2006 bis 2008 lief er für den deutschen Bundesligisten TuS N-Lübbecke auf. Anschließend kehrte er zu Haukar zurück und wurde 2009 und 2010 erneut Meister.
Für die isländische Nationalmannschaft bestritt Birkir Ívar Guðmundsson 140 Länderspiele und erzielte dabei ein Tor.
Er nahm an den Weltmeisterschaften 2001, 2005 und 2007 sowie den Europameisterschaften 2006 und 2008 teil.

## Privates
Er ist verheiratet und hat zwei Töchter.